# Équipe de Finlande féminine de hockey sur glace
Cet article traite de l'équipe féminine. Pour l'équipe masculine, voir Équipe de Finlande de hockey sur glace.
L'équipe de Finlande féminine de hockey sur glace est la sélection nationale de Finlande regroupant les meilleures joueuses finlandaises de hockey sur glace féminin. Elle est sous la tutelle de la Fédération finlandaise de hockey sur glace. La Finlande a très souvent prouvé sa 3e place mondiale, derrière le Canada et les États-Unis. Sa grande rivale en Europe est l'équipe de Suède. Elle est classée 3e sur 40 équipes au classement IIHF 2020 .

## Effectif
| No    | Nom                   | Position  | Club                                   |
| ----- | --------------------- | --------- | -------------------------------------- |
| +001, | Eveliina Mäkinen      | Gardien   | Brynäs IF (SDHL)                       |
| +002, | Sini Karjalainen      | Défenseur | Catamounts du Vermont (NCAA)           |
| +006, | Jenni Hiirikoski - C  | Défenseur | Luleå HF (SDHL)                        |
| +007, | Sanni Rantala         | Défenseur | Kiekko-Espoo (Naisten Liiga)           |
| +008, | Ella Viitasuo         | Défenseur | Kiekko-Espoo (Naisten Liiga)           |
| +009, | Nelli Laitinen        | Défenseur | Kiekko-Espoo (Naisten Liiga)           |
| +010, | Elisa Holopainen      | Attaquant | Kiekko-Espoo (Naisten Liiga)           |
| +012, | Sanni Vanhanen        | Attaquant | Ilves Tampere (Naisten Liiga)          |
| +015, | Minttu Tuominen       | Défenseur | Kiekko-Espoo (Naisten Liiga)           |
| +016, | Petra Nieminen - A    | Attaquant | Luleå HF (SDHL)                        |
| +018, | Meeri Räisänen        | Gardien   | JYP Jyväskylä (Naisten Liiga)          |
| +023, | Sanni Hakala          | Attaquant | HV 71 (SDHL)                           |
| +024, | Viivi Vainikka        | Attaquant | Luleå HF (SDHL)                        |
| +026, | Sofianna Sundelin     | Attaquant | Team Kuortane (Naisten Liiga)          |
| +027, | Julia Liikala         | Attaquant | Stadin Gimmat (Naisten Liiga)          |
| +028, | Jenniina Nylund       | Attaquant | Huskies de St. Cloud State (en) (NCAA) |
| +032, | Emilia Vesa           | Attaquant | Kiekko-Espoo (Naisten Liiga)           |
| +033, | Michelle Karvinen - A | Attaquant | IF Malmö (SDHL)                        |
| +034, | Sofianna Sundelin     | Attaquant | Team Kuortane (Naisten Liiga)          |
| +036, | Anni Keisala          | Gardien   | Ilves Tampere (Naisten Liiga)          |
| +040, | Noora Tulus           | Attaquant | Luleå HF (SDHL)                        |
| +061, | Tanja Niskanen        | Attaquant | KalPa Kuopio (Naisten Liiga)           |
| +077, | Susanna Tapani        | Attaquant | KRS Vanke Rays (JHL)                   |
| +088, | Ronja Savolainen      | Défenseur | Luleå HF (SDHL)                        |

### Joueuses emblématiques
- Emma Terho
- Riikka Välilä, membre du temple de la renommée de l'IIHF
- Karoliina Rantamäki
- Kirsi Hanninen, meilleure défenseure des Championnats du monde 1999
- Jenni Hiirikoski, meilleure défenseure des Championnats du monde 2009
- Noora Räty, meilleure gardienne des Championnats du monde 2007 et 2008, Joueuse la plus Utile des Championnats du monde 2008.

## Résultats

### Jeux olympiques
- 1998 -  Médaille de bronze
- 2002 - Quatrième
- 2006 - Quatrième
- 2010 -  Médaille de bronze
- 2014 - Cinquième
- 2018 -  Médaille de bronze
- 2022 -  Médaille de bronze

### Championnats du monde
- 1990 —  Troisième
- 1992 —  Troisième
- 1994 —  Troisième
- 1997 —  Troisième
- 1999 —  Troisième
- 2000 —  Troisième
- 2001 — Quatrième
- 2003 — Division élite annulée
- 2004 —  Troisième
- 2005 — Quatrième
- 2007 — Quatrième
- 2008 —  Troisième
- 2009 —  Troisième
- 2011 —  Troisième
- 2012 — Quatrième
- 2013 — Quatrième
- 2014 — Division élite non disputée
- 2015 —  Troisième
- 2016 — Quatrième
- 2017 —  Troisième
- 2018 — Division élite non disputée
- 2019 —  Deuxième
- 2020 — Pas de compétition en raison de la pandémie de coronavirus[4]
- 2021 —  Troisième

### Coupe des quatre nations
- 1996 —  Troisième
- 1997 —  Troisième
- 1998 —  Troisième
- 1999 —  Troisième
- 2000 —  Troisième
- 2001 —  Deuxième
- 2002 —  Troisième
- 2003 —  Troisième
- 2004 — Quatrième
- 2005 —  Troisième
- 2006 — Quatrième
- 2007 —  Troisième
- 2008 — Quatrième
- 2009 — Quatrième
- 2010 —  Troisième
- 2011 — Quatrième
- 2012 — Quatrième
- 2013 —  Deuxième
- 2014 — Quatrième
- 2015 —  Troisième
- 2016 —  Troisième
- 2017 —  Troisième
- 2018 —  Troisième
- 2019 — Annulée du fait d'un conflit avec l'organisation
- 2020 —  Annulée du fait de la pandémie de Covid-19

### Coupe des nations
Cette compétition est également connue sous ses anciens noms, la Coupe Air Canada, Coupe des nations MLP et Coupe Meco.
- 2003 –  Troisième (Coupe Air Canada)
- 2004 – Quatrième (Coupe Air Canada)
- 2005 –  Deuxième (Coupe Air Canada)
- 2006 –  Deuxième (Coupe Air Canada)
- 2007 – Sixième (Coupe Air Canada)
- 2008 –  Deuxième (Coupe Air Canada)
- 2009 – Cinquième (Coupe des Nations MLP)
- 2010 – Cinquième (Coupe des Nations MLP)
- 2011 – Sixième (Coupe des Nations MLP)
- 2012 –  Deuxième (Coupe Meco)
- 2013 –  Troisième (Coupe Meco)
- 2014 –  Champion (Coupe Meco)
- 2015 –  Troisième (Coupe Meco)
- 2016 –  Deuxième (Coupe des Nations)
- 2017 –  Champion (Coupe des Nations)
- 2018 –  Troisième (Coupe des Nations)

### Championnats d'Europe
- 1989 —  Champion
- 1991 —  Champion
- 1993 —  Champion
- 1995 —  Champion
- 1996 —  Troisième

### Universiades d'hiver
- 2009 —  Médaille de bronze
- 2011 —  Médaille d'argent
- 2013-2017 — Ne participe pas

### Classement mondial
| Année | Rang | Points | Progression |
| ----- | ---- | ------ | ----------- |
| 2003  | 3    | 1 655  | -           |
| 2004  | 3    | 2 775  | ±0          |
| 2005  | 3    | 2 765  | ±0          |
| 2006  | 4    | 2 765  | -1          |
| 2007  | 4    | 2 755  | ±0          |
| 2008  | 3    | 2 770  | +1          |
| 2009  | 3    | 2 785  | ±0          |
| 2010  | 3    | 2 795  | ±0          |
| 2011  | 3    | 2 800  | ±0          |
| 2012  | 3    | 2 780  | ±0          |

| Année      | Rang | Points | Progression |
| ---------- | ---- | ------ | ----------- |
| 2013       | 3    | 2 765  | ±0          |
| Fév. 2014  | 4    | 2 715  | -1          |
| Avril 2014 | 4    | 3 775  | ±0          |
| 2015       | 3    | 3 535  | +1          |
| 2016       | 3    | 3 275  | ±0          |
| 2017       | 3    | 3 035  | ±0          |
| Fév. 2018  | 3    | 3 890  | ±0          |
| Avril 2018 | 3    | 3 910  | ±0          |
| 2019       | 3    | 3 675  | ±0          |
| 2020       | 3    | 3 390  | ±0          |
| 2021       | 3    | 3 100  | ±0          |

## Équipe moins de 18 ans

### Championnat du monde moins de 18 ans
L'équipe des moins de 18 ans a participé dès la première édition du championnat du monde pour cette catégorie.
- 2008 — Sixième
- 2009 — Cinquième
- 2010 — Cinquième
- 2011 —  Troisième
- 2012 — Cinquième
- 2013 — Cinquième
- 2014 — Cinquième
- 2015 — Cinquième
- 2016 — Sixième
- 2017 — Cinquième
- 2018 — Cinquième
- 2019 —  Troisième
- 2020 — Quatrième
- 2021 — Pas de compétition en raison de la pandémie de coronavirus